# Spring and party songs
Spring and party songs är en cd med Linköpings Studentsångare inspelad 1987 och 1996.

## Innehåll
1. Studentsången, text Herman Sätherberg, musik Prins Gustaf
2. Vårsånger
  1. Längtan till landet, text Herman Sätherberg, musik Otto Lindblad
  2. Majsång (O hur härligt majsol ler), text Johann Heinrich Voß, musik av Frederik Kuhlau
  3. Vårsång (Vårliga vindar draga), text Frithiof Grafström, musik Jacob Axel Josephson
  4. Vårsång (Glad såsom fågeln), text Herman Sätherberg, musik Prins Gustaf
  5. Under rönn och syren, text Zacharias Topelius, musik Herman Palm
  6. Sång till glädjen, musik Bernhard Crusell
  7. Wårsång på Walborgsmessoafton, text Carl Fredric Dahlgren, musik Eric Jacob Arrhén von Kapfelmann
  8. Uti vår hage, arrangemang Hugo Alfvén
  9. Majsång (Sköna maj), text Johan Ludvig Runeberg, musik Lars Magnus Béen
3. Gloucestershire Wassail, arrangemang Norman Luboff
4. Snapsvisor
  1. Helan (Norges bäste), text (travesti) Henrik Wergeland, musik Halfdan Kjerulf
  2. Halvan (Hur länge), text (travesti) och musik Gunnar Wennerberg
  3. Tersen (Re’n helan), text och musik Nils-Eric Fougstedt
  4. Kvarten (För att), text och arrangemang John Rosas
  5. Kvinten (Hur länge), text (travesti) Gunnar Wennerberg, musik Adolf Eduard Marschner
  6. Sexten (Ren som en jomfru), text Hans Hartvig Seedorff, musik Knud Vad Thomsen
  7. Metsämiehen juomalaulu, musik Eduard Hermes
  8. Ostsupen, text Thomas Kinding, musik Giuseppe Verdi
5. Skandalen
6. Kaffevisan, text Alf Henrikson, musik Wolfgang Amadeus Mozart, arrangemang Göte Widlund
7. Punschvisor
  1. Punschvisa (Punschen står på bordet), text och musik Ivar Hjort
  2. Punschens visa, text Arvid Laurent, musik Erik Bergman
  3. Kort hyllning till punschen, musik Lars Bagge
8. Entrésång, text och musik Hans Lundgren
9. Än en gång däran bröder, text och musik Evert Taube, arrangemang Gunnar Berg
10. Rings drapa, text Esaias Tegnér, musik Bernhard Crusell
11. Ack, om jag vore kejsare, musik Edvard Düring
12. Serenad (Stjärnorna tindra re'n), text och musik Jacob Axel Josephson
13. Kom du ljuva hjärtevän, text ur Carmina Burana bearbetad av Einar Ralf, musik Adam de la Halle, arrangemang Carl Schreiber
14. En liten blå förgätmigej, trad., arrangemang Hans Lundgren
15. Bordsvisa för gifta männer (Min hustrus skål), text Anna Maria Lenngren, musik Jacob Niclas Ahlström
16. High Barbary, trad., arrangemang Arthur E. Hall
17. Friseglarens sång, text Karl August Tavaststjerna, musik Selim Palmgren
18. Hiidenorjien laulu, text Larin Kyösti, musik Selim Palmgren
19. Rövarsången, text och musik Björn Isfält

## Medverkande
- Hans Lundgren – dirigent